# Большая Нива
Больша́я Ни́ва — заброшенная деревня в составе Толвуйского сельского поселения Медвежьегорского района Республики Карелия.

## География
Располагается на Заонежском полуострове, на западном берегу Заонежского залива (участок Онежского озера, соединяющий северную часть озера, Повенецкий залив, с заливом Малое Онего и основной частью озера — Центральное Онего).
Большая Нива и её деревня-спутник Малая Нива (севернее, также нежилая) находятся на отдалении от побережья. Восточнее них, на берегу, находилась ныне заброшенная деревня Угольская — в северо-западном углу небольшого залива, ограниченного с севера мысом Кузаранда-Наволок (где существовало поселение Жарких), с юга — мысом Мучий Наволок (в районе которого существовало поселение Лисицино). В центральной части залива есть группа из нескольких маленьких островов (Три Острова).
Заонежский залив является неглубоким, присутствуют острова и банки в прибрежных водах. В районе мыса Мучий Наволок есть острова Телячий и Ситовик и банка Луда Телячья. К северу от мыса Кузаранда-Наволок располагается банка Луда Озёрная Кузарандская, ограничивающая с востока губу Мишалева, к северо-востоку — банка Бережная Кузарандская.
Из всех существовавших поблизости населённых пунктов население сохранилось лишь в деревне Кузаранда, поместившейся вдоль просёлочной дороги к северу и северо-западу от Большой Нивы. К западу и югу — незаселённые территории, поросшие лесом (ель, сосна, берёза), с болотами. На западе, в лесах, протекает река Калей.

## История
Деревня уже присутствует на Специальной карте Европейской России И. А. Стрельбицкого, составленной в 1865—1871 годах (лист 54, издание 1870 года). В тот период она называлась «Большая Великая нива»; соответственно, нынешняя Малая Нива именовалась «Малая Великая нива». Обе деревни были величиной от 3-5 до 10 дворов. Между ними располагался населённый пункт Залесье, превышавший их по размерам (от 10 до 20 дворов). В окрестностях находилось значительное количество других поселений, на сегодняшний день, как правило, несуществующих. Из числа уже упомянутых — Угольская (10-20 дворов), Казаранская выставка (ныне в составе Кузаранды, которой она дала название; 10-20 дворов), Лисицина гора (20-30 дворов).
Переиздание карты И. А. Стрельбицкого от 1909 года даёт те же данные по размерам деревни «Великая Нива» — от 3-5 до 10 дворов. Соседние Угольская и Кузаранский (с часовней) по-прежнему превосходят её по числу жителей (10-20 дворов).

## Население
| 2002 | 2010 | 2013 |
| ---- | ---- | ---- |
| 0    | →0   | →0   |

По состоянию на 1989 год, население деревни составляло приблизительно 10 человек. По данным переписи 2002 года, население в деревне уже отсутствовало.